# Couvent des Petites Franciscaines de Marie
Le Couvent des Petites Franciscaines de Marie est un ensemble patrimonial religieux du Québec. Il est situé au 63, rue Ambroise-Fafard dans la ville de Baie-Saint-Paul dans la région de Charlevoix au Québec. Construit en 1893, il comprend le couvent lui-même, la maison Ambroise-Fafard, maintenant l'Espace muséal des Petites Franciscaines de Marie, l'ancienne boulangerie et la Grotte de l'Immaculée-Conception. L'ensemble est inscrit au répertoire du patrimoine culturel du Québec depuis 2003. À la suite du déménagement des sœurs en 2016, le site a été repris par l'organisme communautaire Maison Mère en 2017.

## Histoire
En 1891, le curé Ambroise Fafard sollicite l'aide d'oblates pour l'assister dans sa maison de Baie-Saint-Paul qu'il a convertie en Hospice Sainte-Anne afin d'y accueillir des nécessiteux abandonnés. Quatre religieuses de Worcester au Massachusetts répondent à son appel et viennent s'installer à Baie-Saint-Paul. D'autres sœurs s'ajoutent bientôt. Elles prononceront leurs vœux en prenant le nom de Petites Franciscaines de Marie.  
C'est dans une modeste maison en bois datant de 1804 que l'Hospice Sainte-Anne accueille ses premiers bénéficiaires. Achetée en 1889, la maison fait l'objet d'agrandissements dès l'année suivante, puis d'une rallonge perpendiculaire appelée maison Sainte-Élizabeth. En 1895, le père Fafard acquiert la ferme d'Auguste Simard à l'arrière de l'Hospice qui devient en 1906 la maison Saint-Antoine en étant raccordée au couvent. Une usine de production d'électricité est inaugurée en 1899 pour desservir les besoins de l'hospice et de la ville. L'usine demeurera la propriété des Petites Franciscaines de Marie jusqu'à sa fermeture en 1970. 
Avec l'augmentation du nombre de sœurs au tournant du siècle (48 en 1902), sans compter le nombre de pensionnaires (77 en 1900), il devient impératif d'agrandir les installations. La construction de la Maison mère démarre en 1900 et est reliée à l'Hospice. Construit sur les plans de l'architecte Eugène Talbot, le couvent est inauguré en 1903. L'ensemble s'agrandit pour répondre aux besoins croissants avec l'achat de l'hôtel Victoria, édifice voisin de l'Hospice. Il hébergera des enfants jusqu'en 1968. Il est maintenant un lieu communautaire. 
D'autres bâtiments s'ajoutent, notamment la grange-étable Saint-Ambroise, sur les plans de Bruno Chartier, le plus grand bâtiment agricole en bois du Canada à l'époque. La ferme est vendue en 1972 avant d'être détruite par un incendie le 23 juin 2007. Le terrain est maintenant occupée par un complexe hôtelier du Groupe Germain Hôtels. Une boulangerie est également construite derrière le couvent.   
En 1961, une aile de quatre étages, le pavillon Durocher, s'ajoute au pavillon Sainte-Élizabeth. Mais à partir de 1970, le déclin de la congrégation s'amorce et implique un changement de vocation des bâtiments. Ainsi, l'ancien Hospice Saint-Anne devient un Espace muséal, inauguré en 2006, et rappelle les différentes périodes de l'histoire de la congrégation. En 2016, les sœurs déménagent et cèdent le couvent à la municipalité de Baie-Saint-Paul. En 2017, un organisme communautaire, Maison mère, reprend les rênes du couvent.   

## Ensemble conventuel
L'ensemble conventuel des Petites Franciscaines de Marie comprend plusieurs bâtiments :  
- La maison Sainte-Anne, achetée en 1889 par le père Ambroise Fafard et convertie en hospice. La maison est un musée depuis 2006.
- Le pavillon Sainte-Anne, bâtiment de quatre étages construit en 1939.
- La maison Sainte-Élizabeth derrière l'Hospice Sainte-Anne à partir de 1893.
- Le pavillon Durocher, adossé à la maison Sainte-Élizabeth, construit en 1961.
- La maison Sainte-Marie, ancien hôtel Victoria, acquise en 1922 et active durant 46 ans.
- Le couvent de l'Immaculée-Conception : le bâtiment principal est le couvent, inauguré en 1903. Il abrite la l'aumônerie, les dortoirs, le parloir et la chapelle du Sacré-Coeur.
- La maison Saint-Antoine adossée au couvent à partir de 1906 et surélevée de deux étages en 1915.
- La maison généralice à partir de 1948 qui abrite le conseil général.
- La maison Jean XXIII à partir de 1942. Elle abrite la communauté Jean XXIII.
- La maison Saint-Joseph, inaugurée en 1927 et agrandie en 1958, aujourd'hui l'Hôpital de Baie-Saint-Paul.
- L'infirmerie, construite en 1971.
- Divers bâtiments fonctionnels : la boulangerie, le dépôt alimentaire, le garage, la serre, la chambre électrique.
- Lieux saints : l'Ermitage, la Grotte de l'Immaculée-Conception, le cimetière.
- Le Jardin de François.

## Galerie

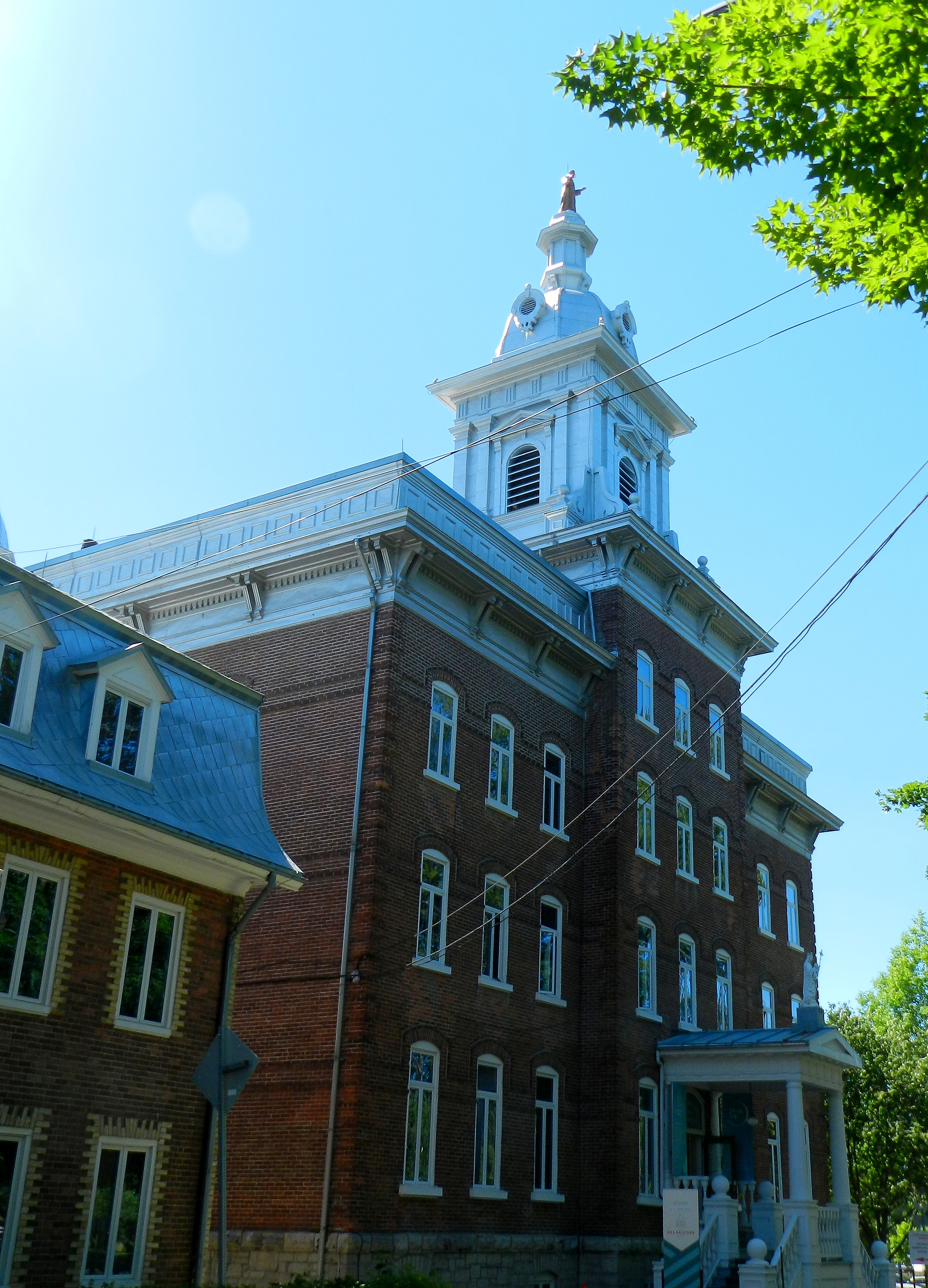
Vue générale
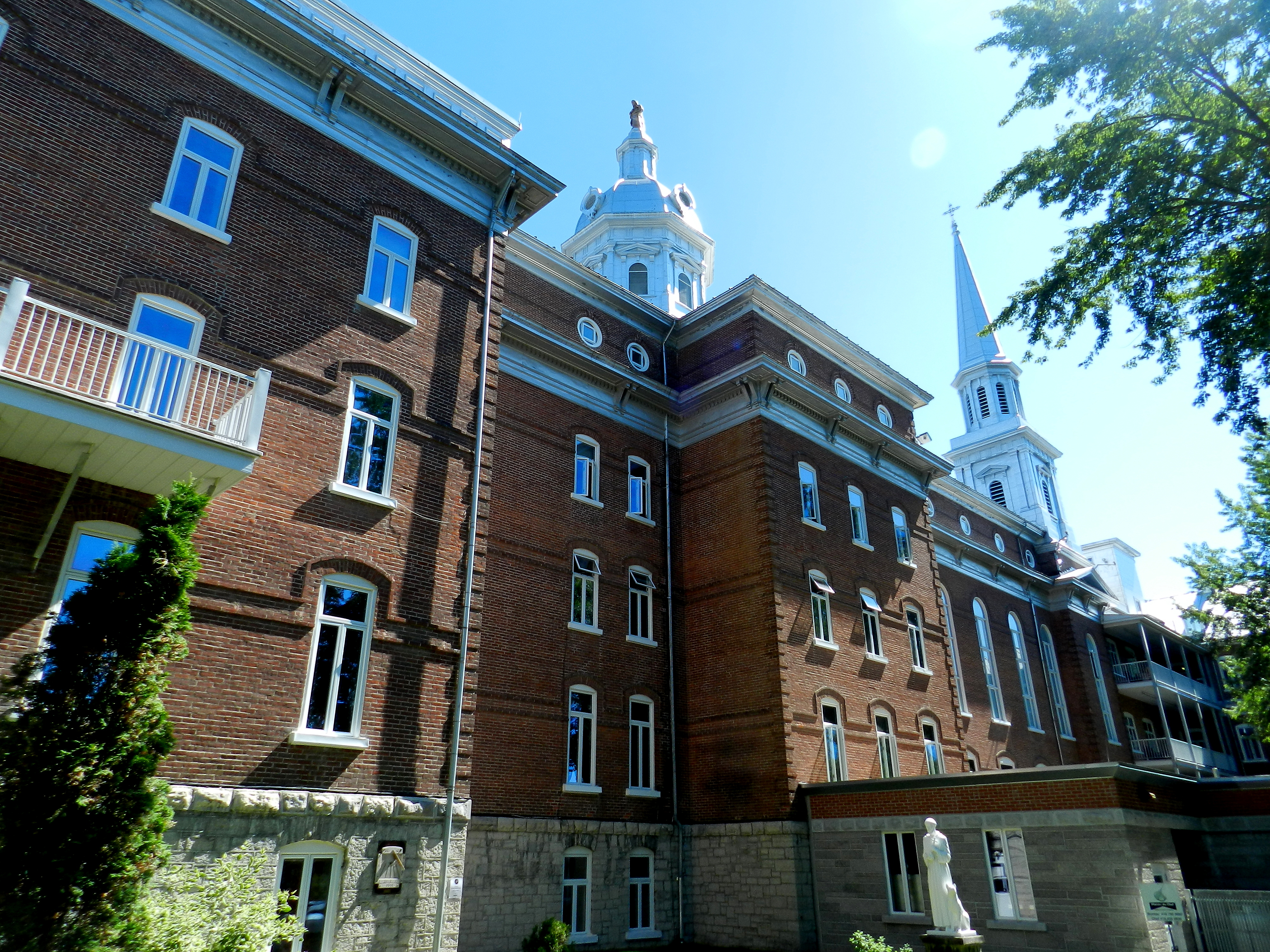
Façade Ouest
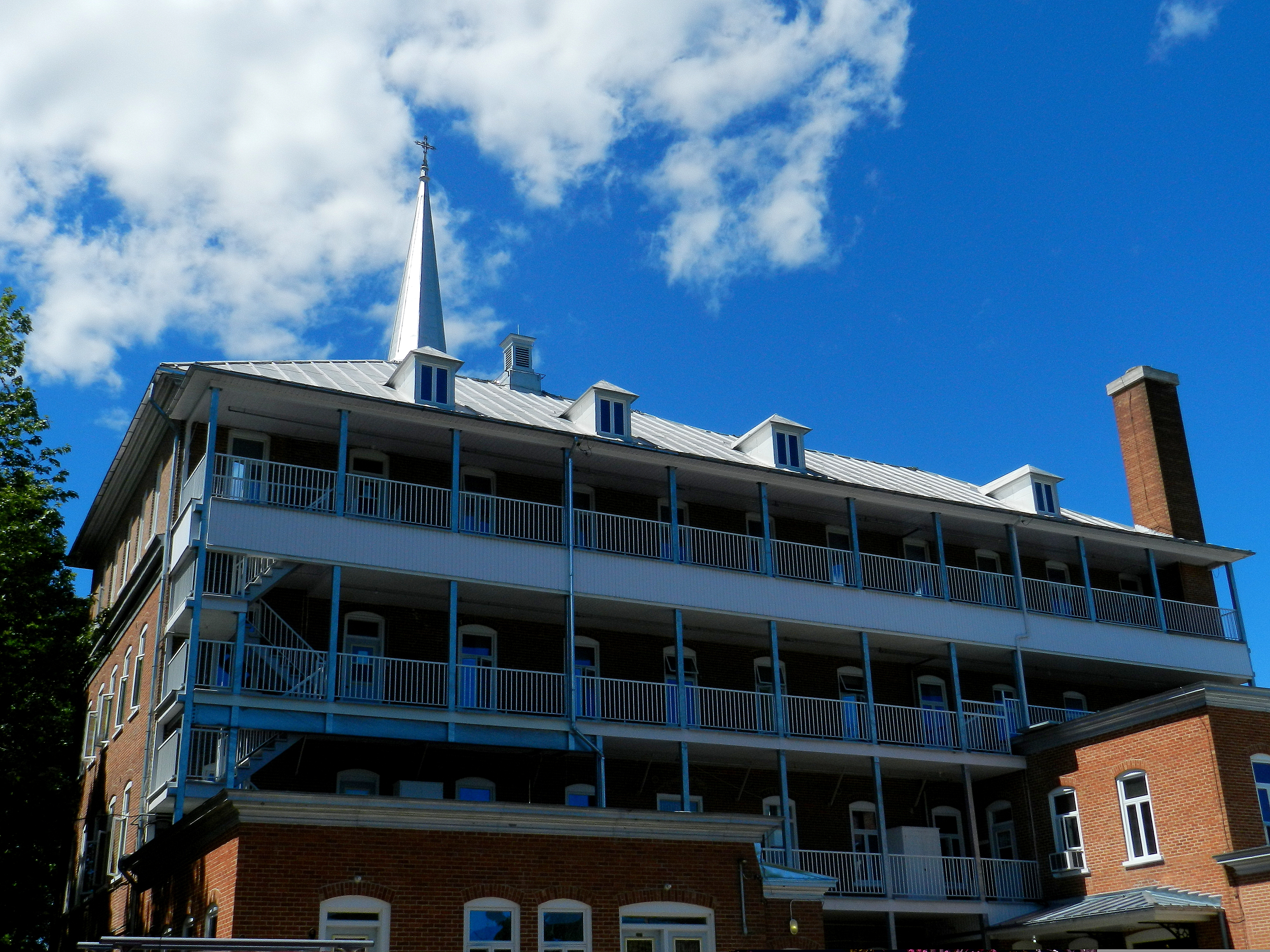
Vue arrière
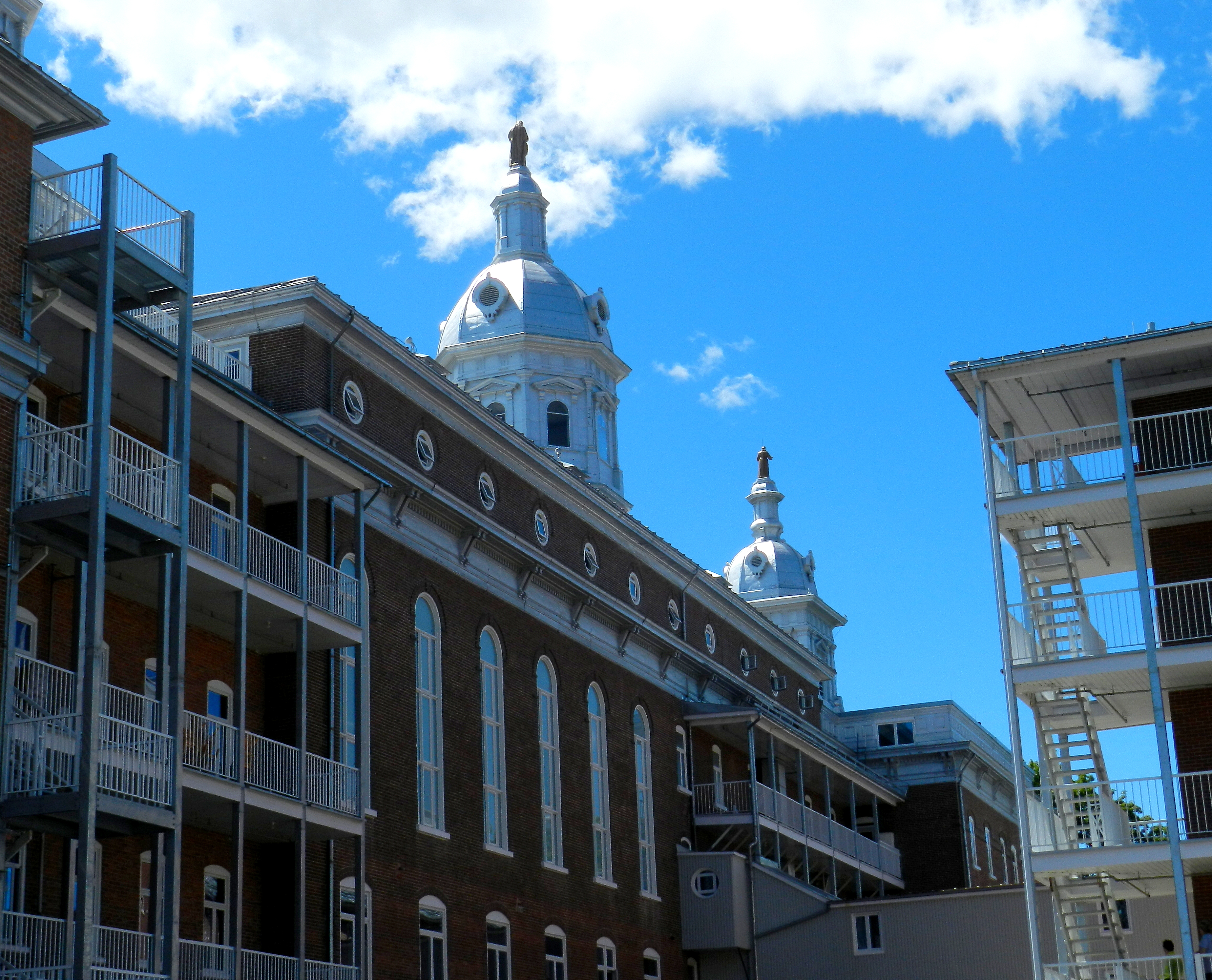
Façade Est
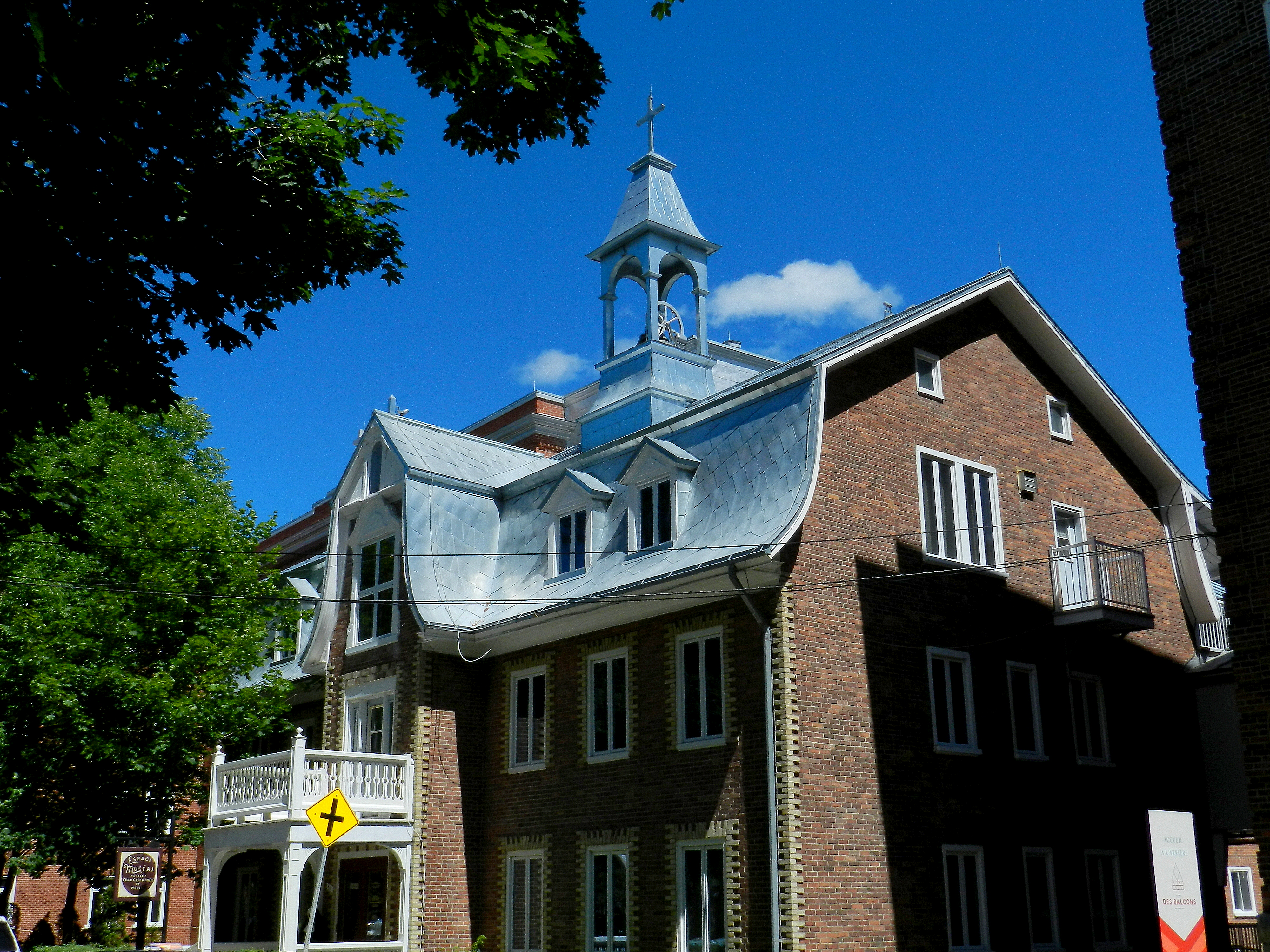
Ancienne maison d'Ambroise Fafard
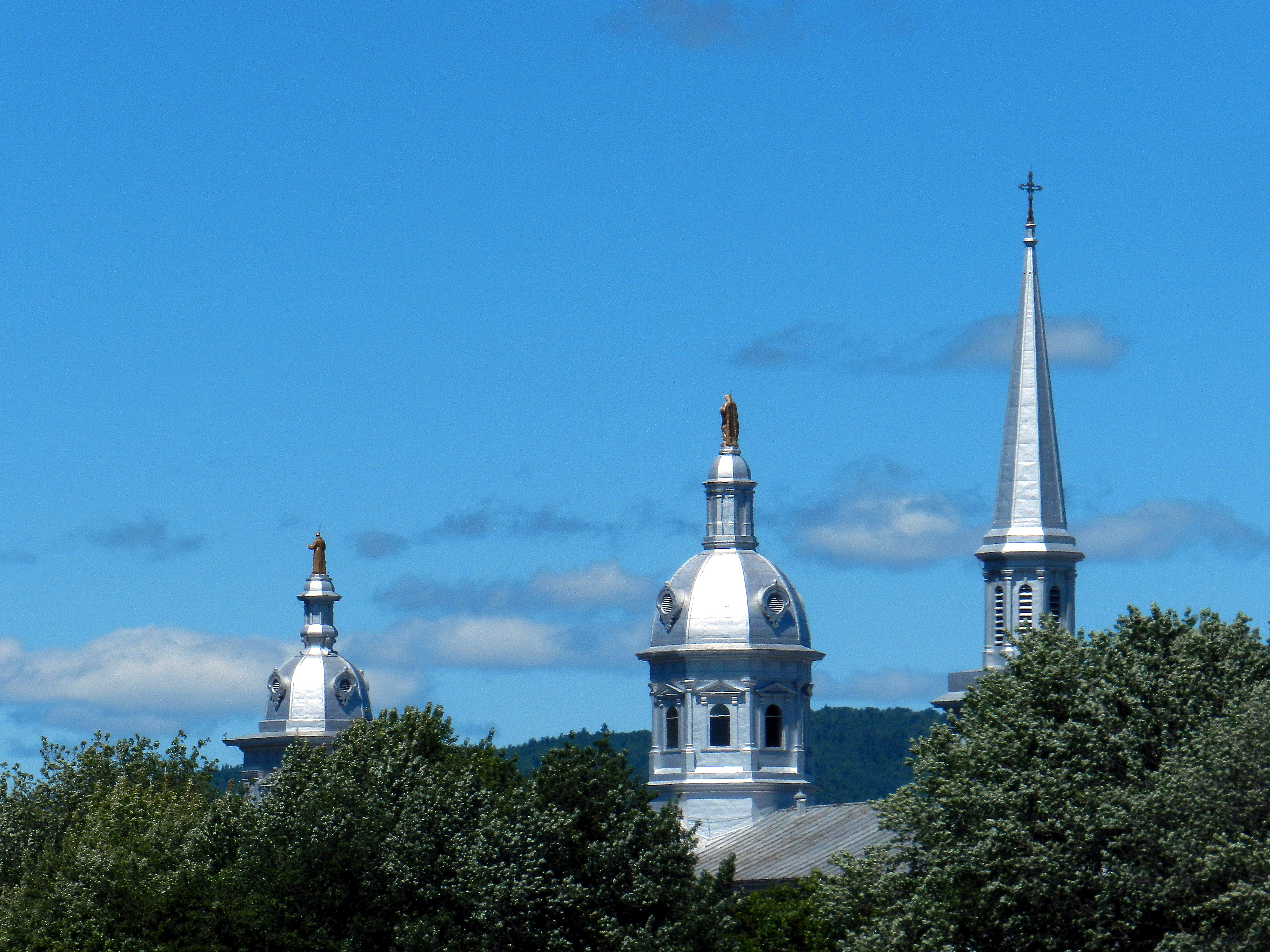
Les clochers
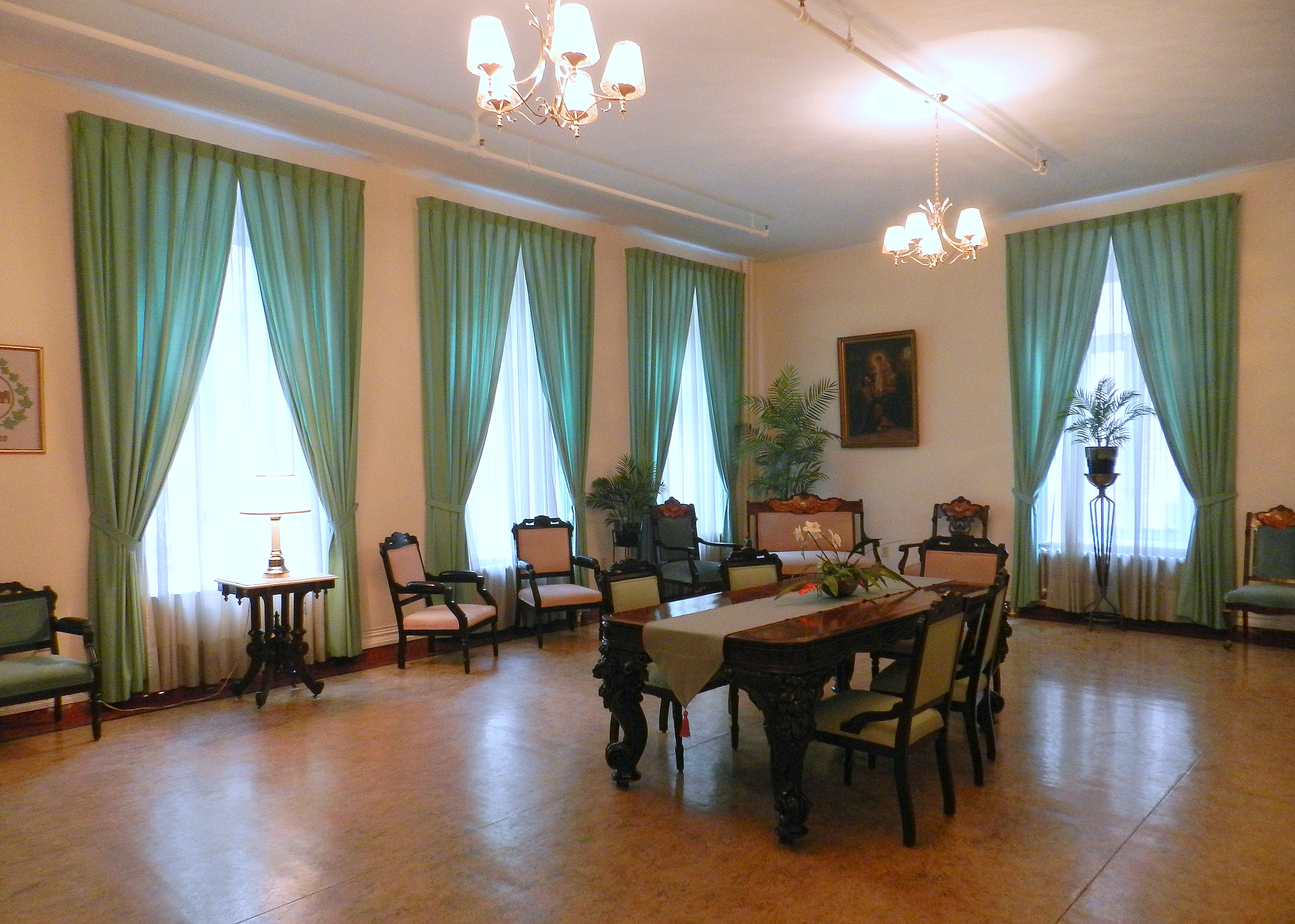
Vue du parloir
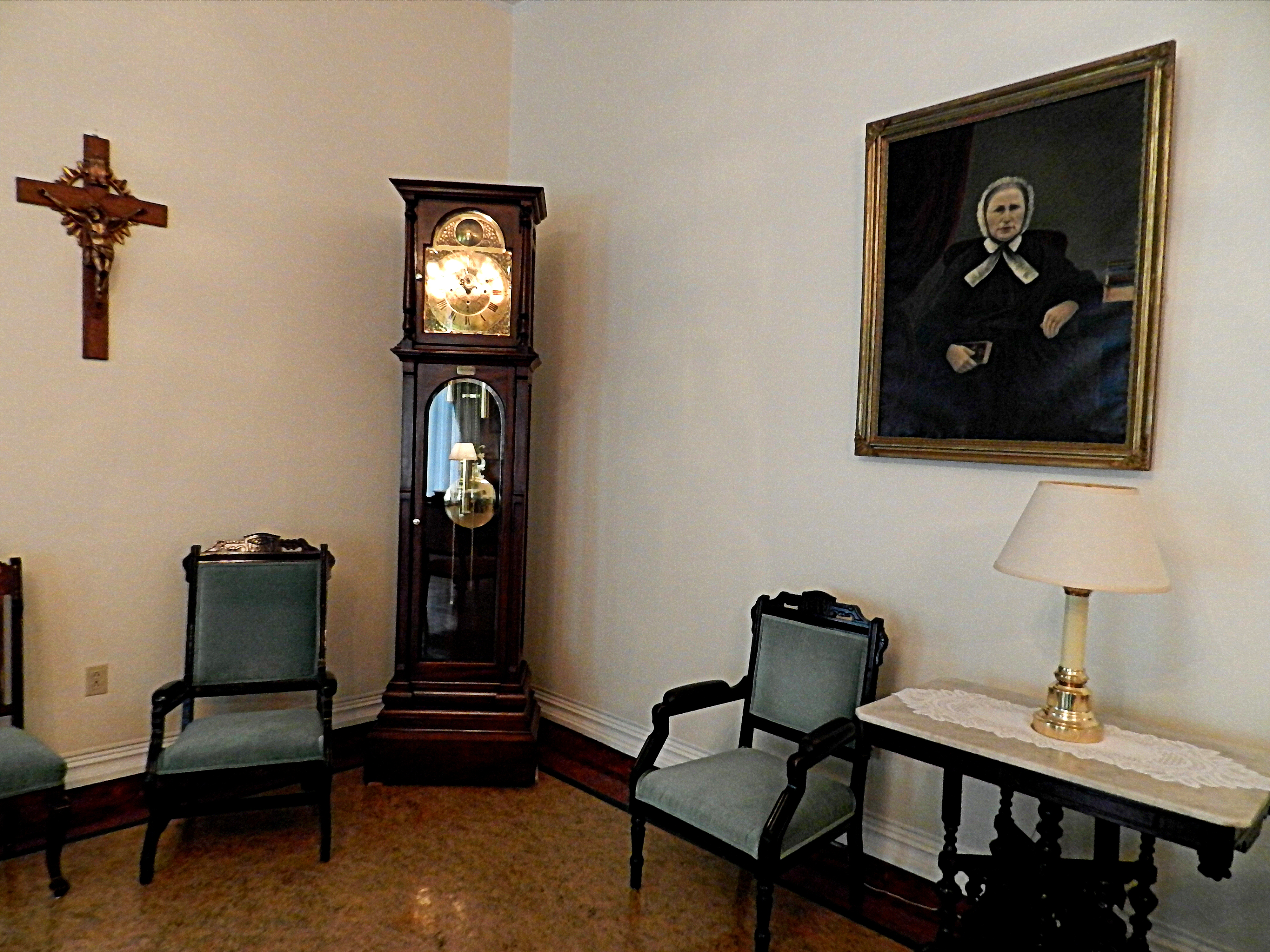
Vue du parloir
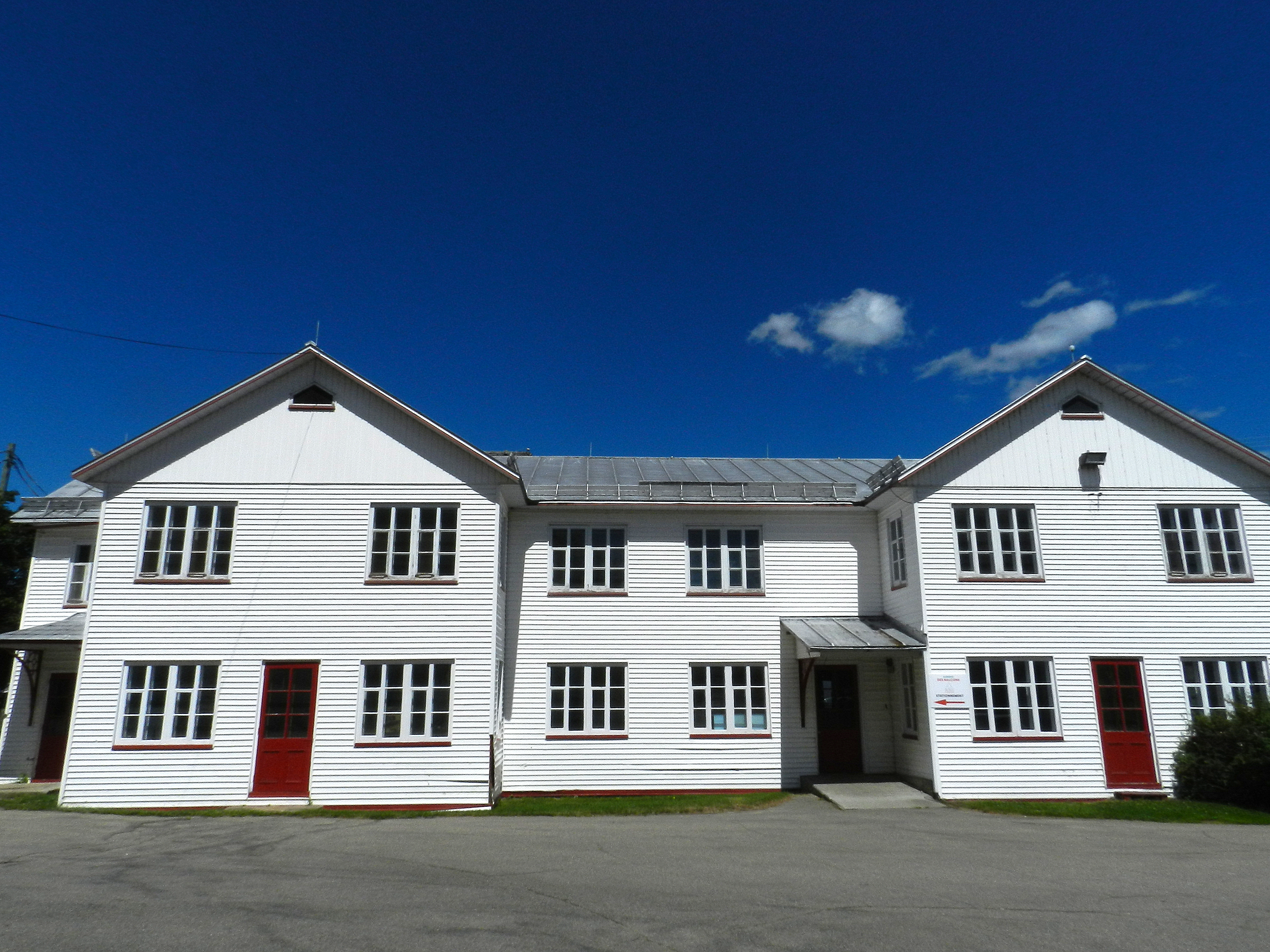
Ancienne boulangerie

## Chapelle conventuelle du Sacré-Coeur
L'intérieur du couvent abrite une chapelle qui se signale par son architecture et sa décoration. Inaugurée en 1904, toujours selon les plans d'Eugène Talbot, elle a fait l'objet de réfections en 1970 et en 2003. De style roman, la chapelle se divise avec une tribune arrière formant porche, une nef et un chœur en hémicycle. Elle est construite en bois recouvert de plâtre blanc décoré d'une discrète dorure. La voûte en berceau, soutenue par quatre colonnes à chapiteau corinthien et deux piliers, est surmontée d'une coupole en pendentif. Dans le chœur, une statue du Sacré-Cœur domine le maître-autel à six colonnes torses dorées. L'éclairage est assuré par 1100 luminaires. La nef est ornée des patrons de la congrégation saint François et sainte Claire. Le chemin de croix est l'œuvre d'Édouard Cabane

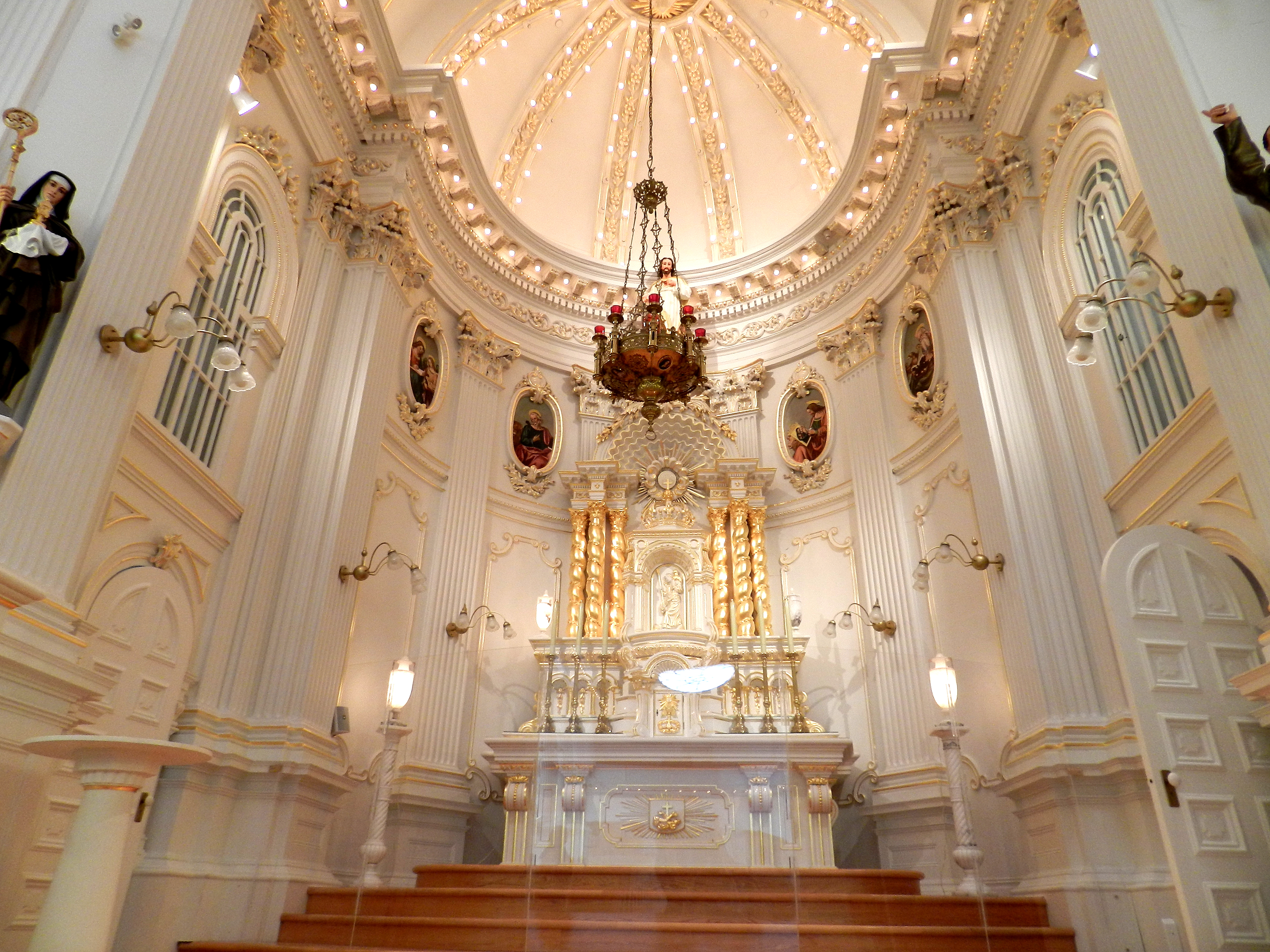
Chœur de la chapelle
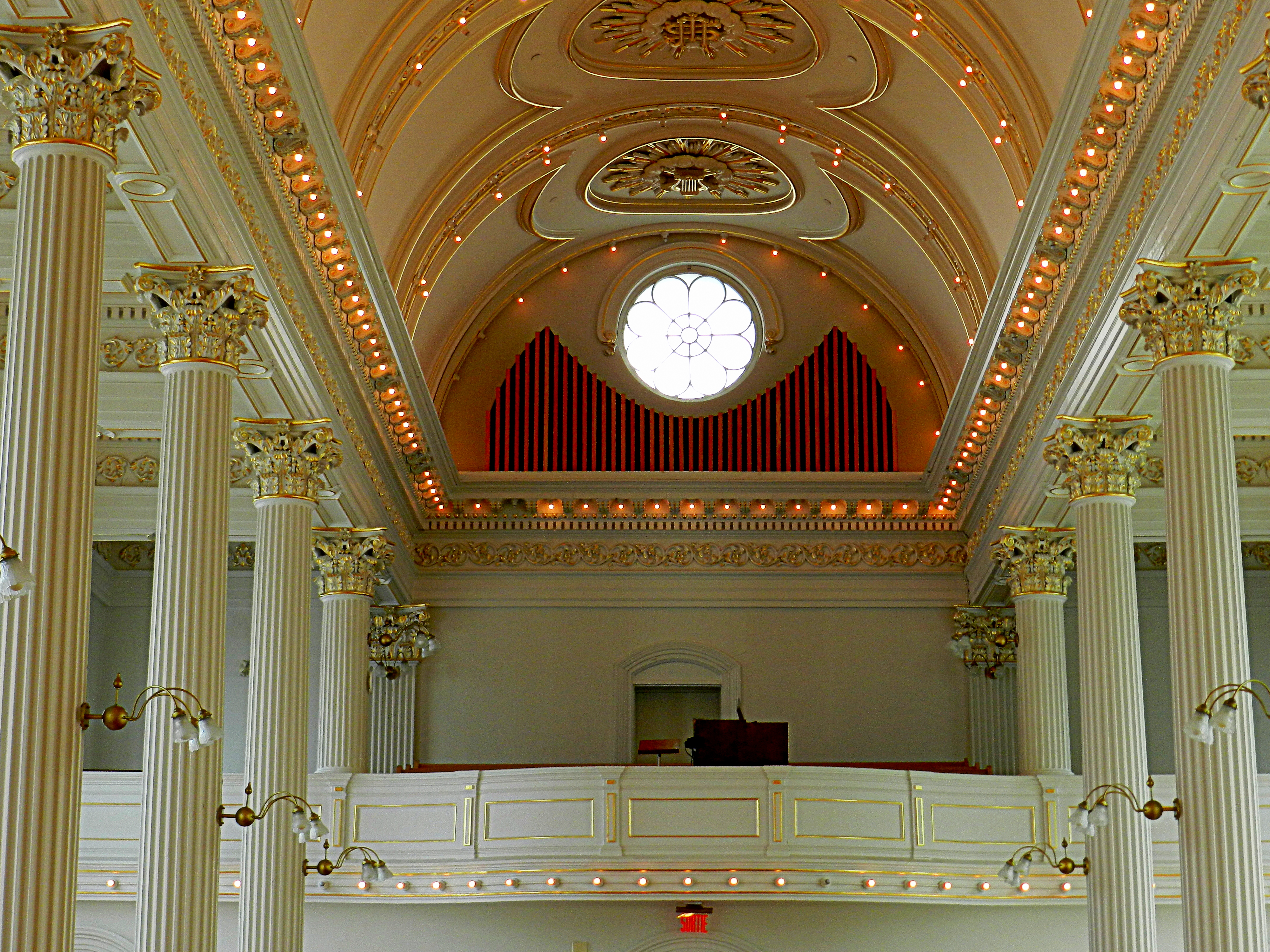
Tribune arrière
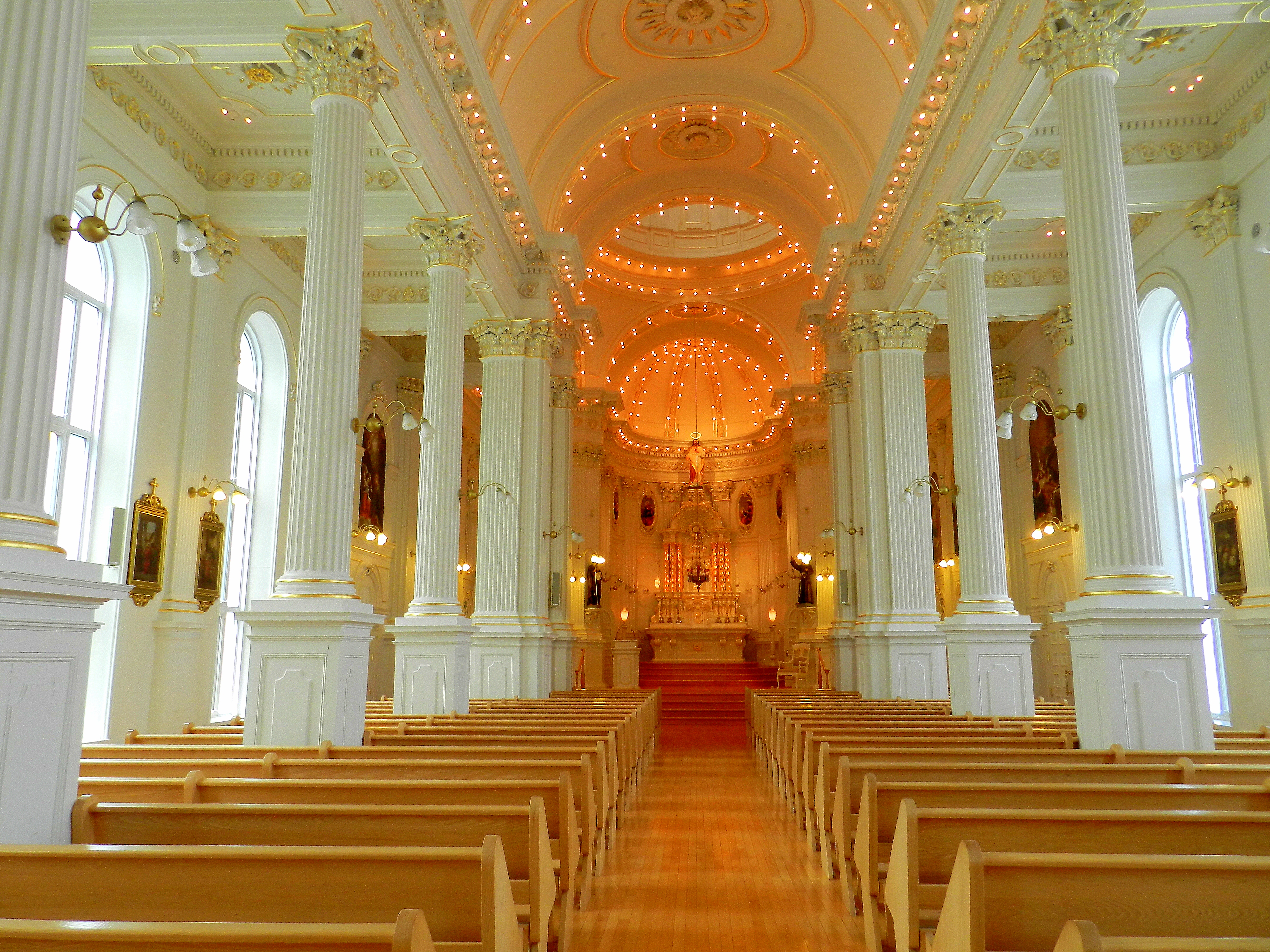
La nef
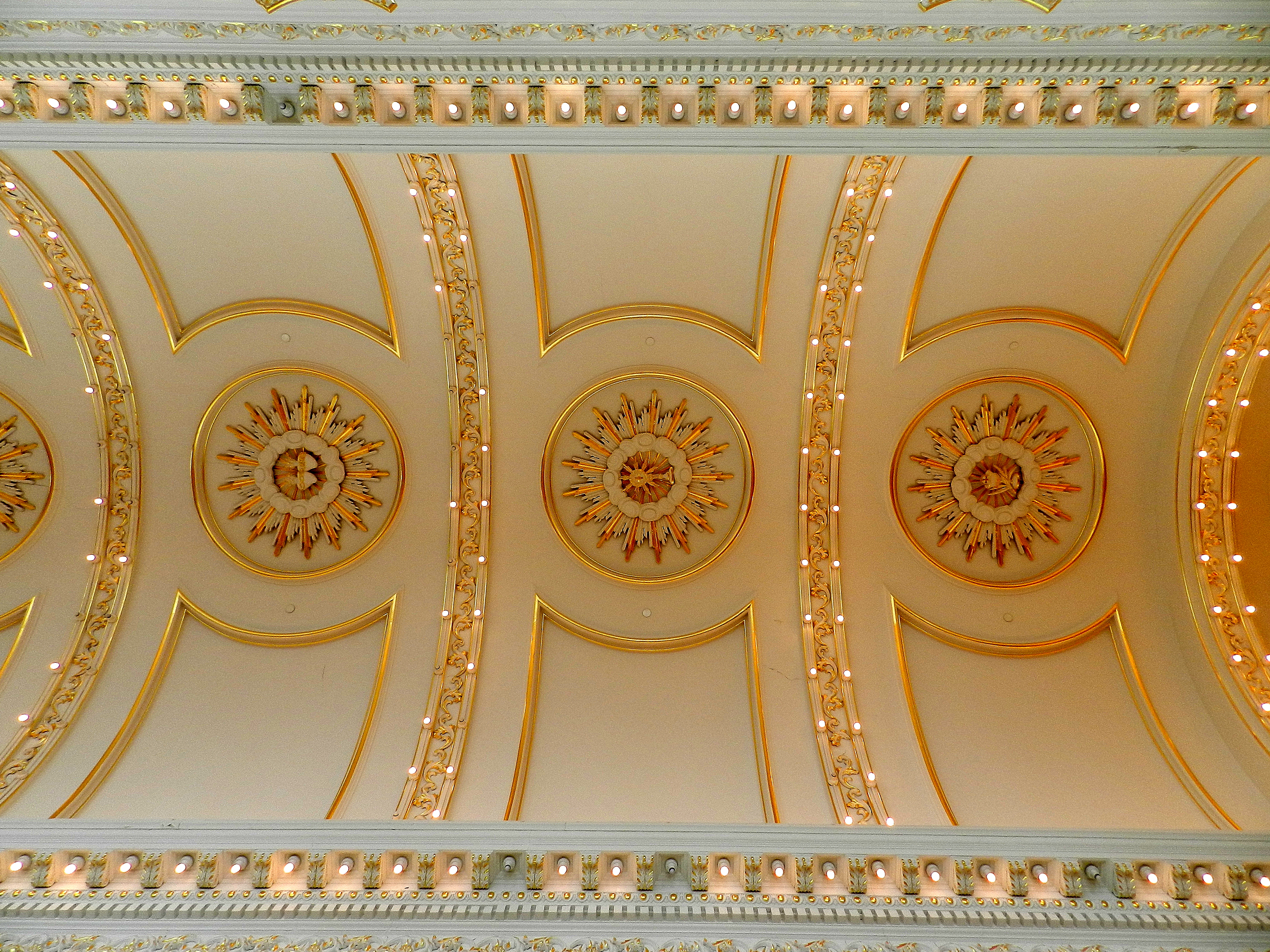
La voûte de la nef
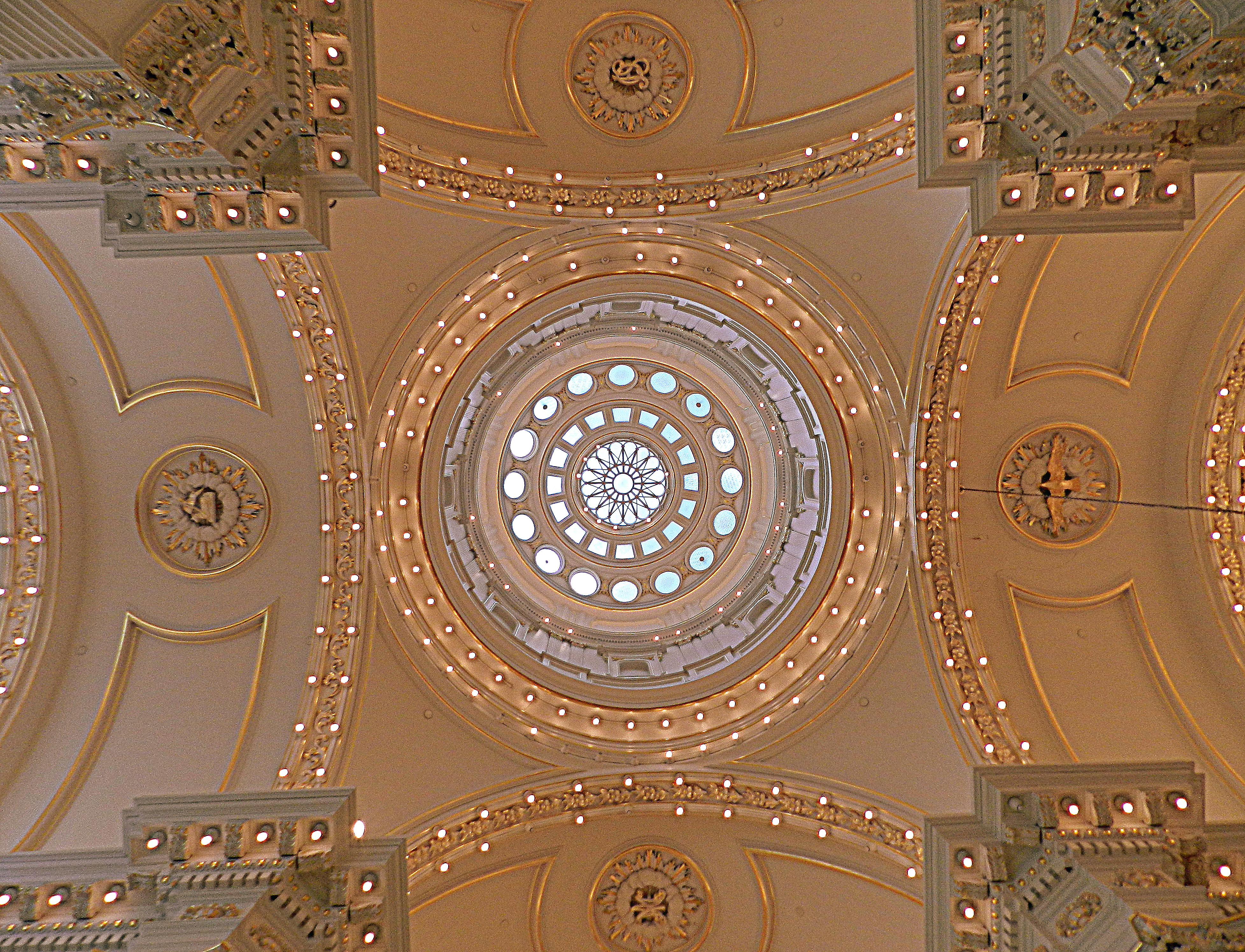
La coupole
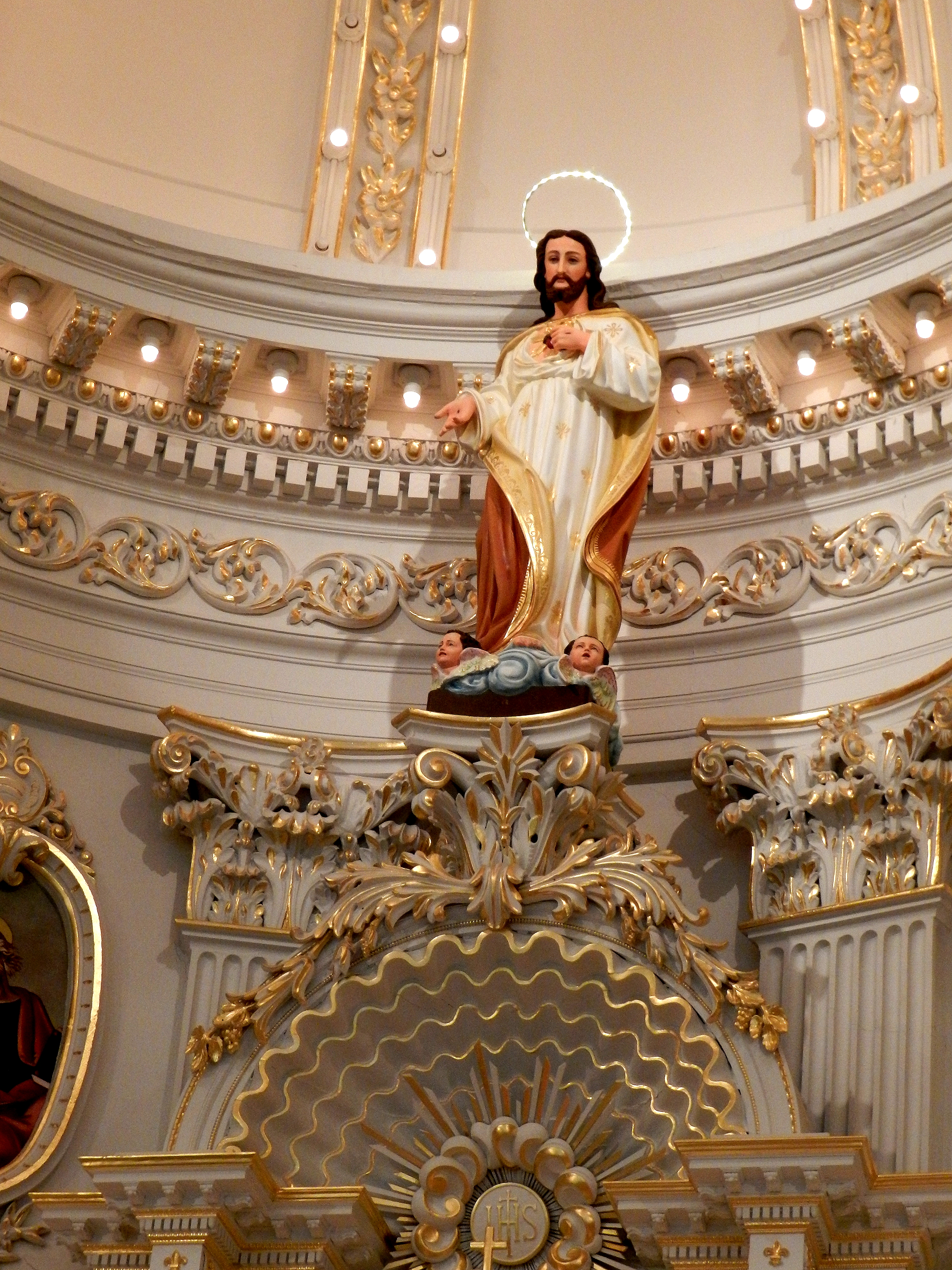
La statue du Sacré-Cœur

## Le Jardin de Saint-François
Derrière le couvent, le jardin de François est offert à la ville de Baie-Saint-Paul par les Petites Franciscaines de Marie le 2 octobre 2015. Le nom du jardin rend hommage au Patron de la congrégation saint François d'Assise.

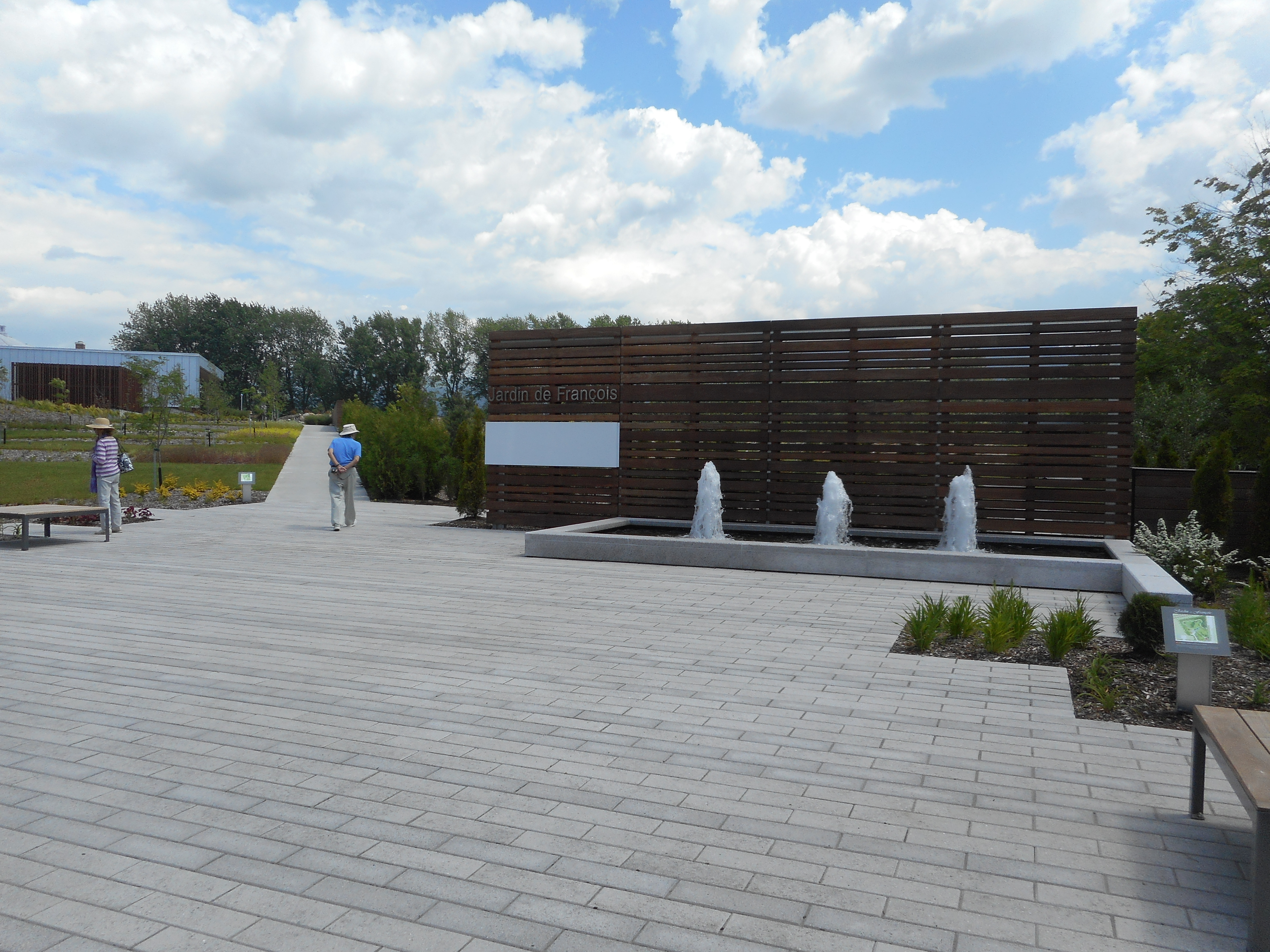
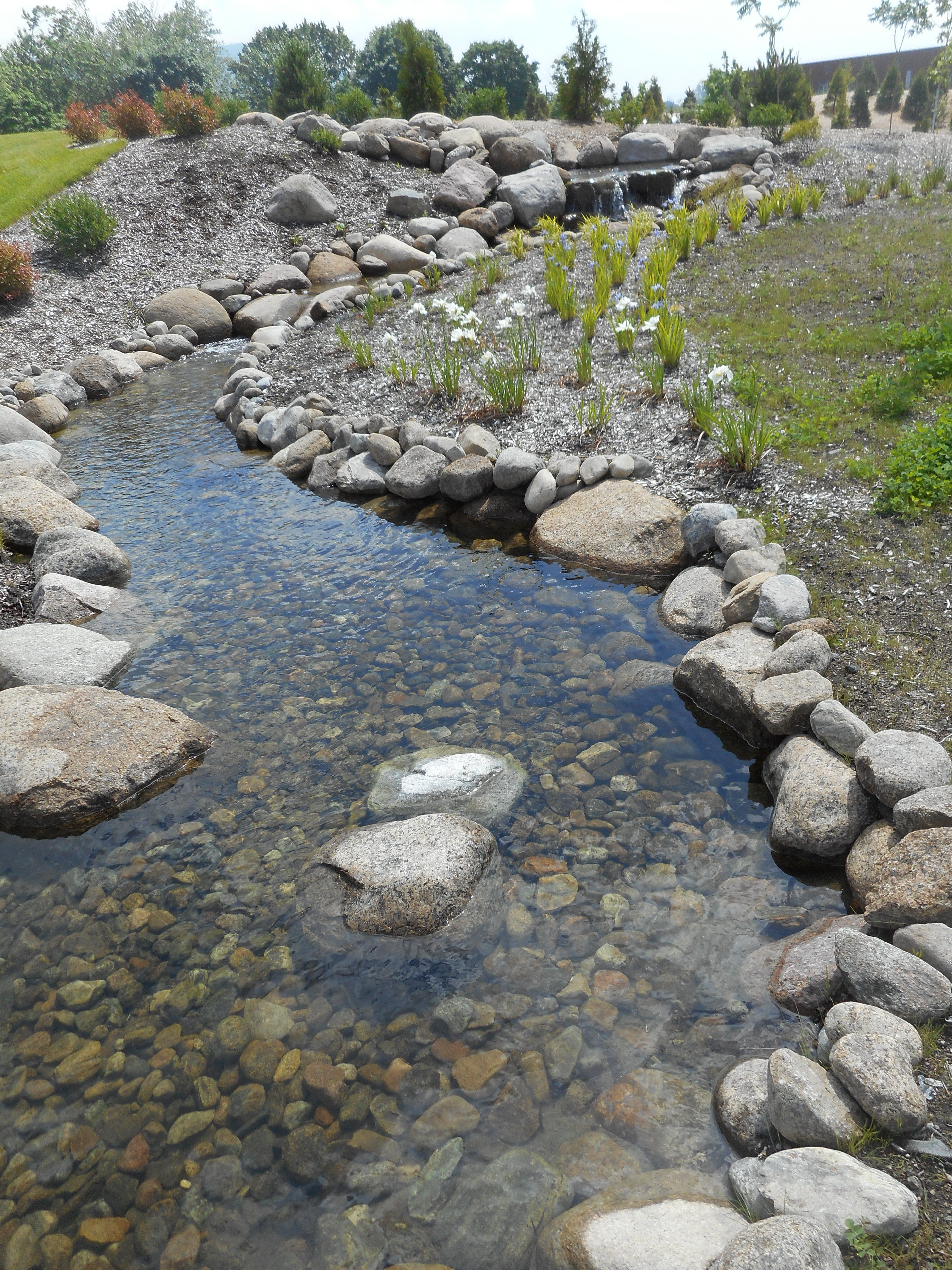
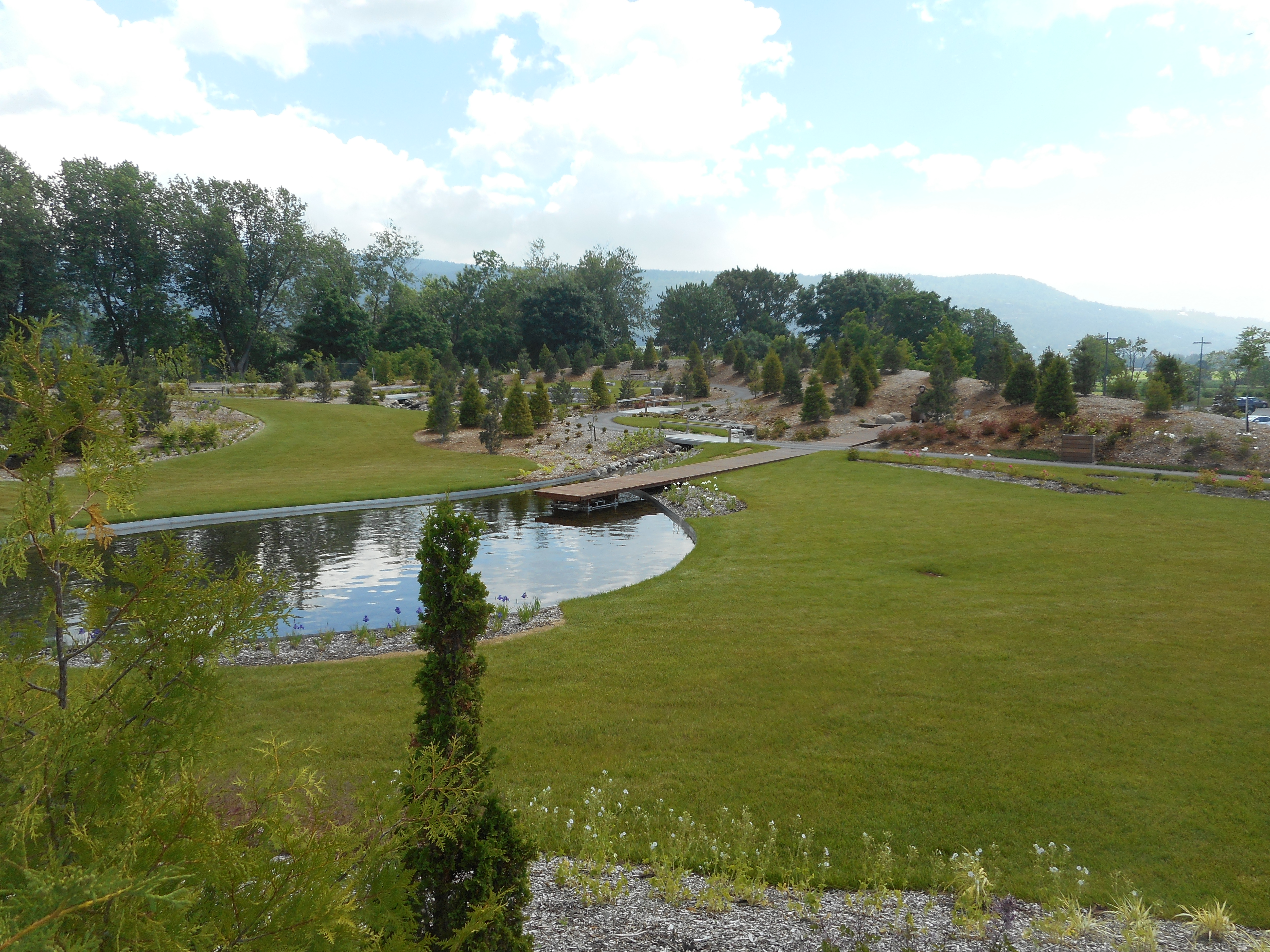
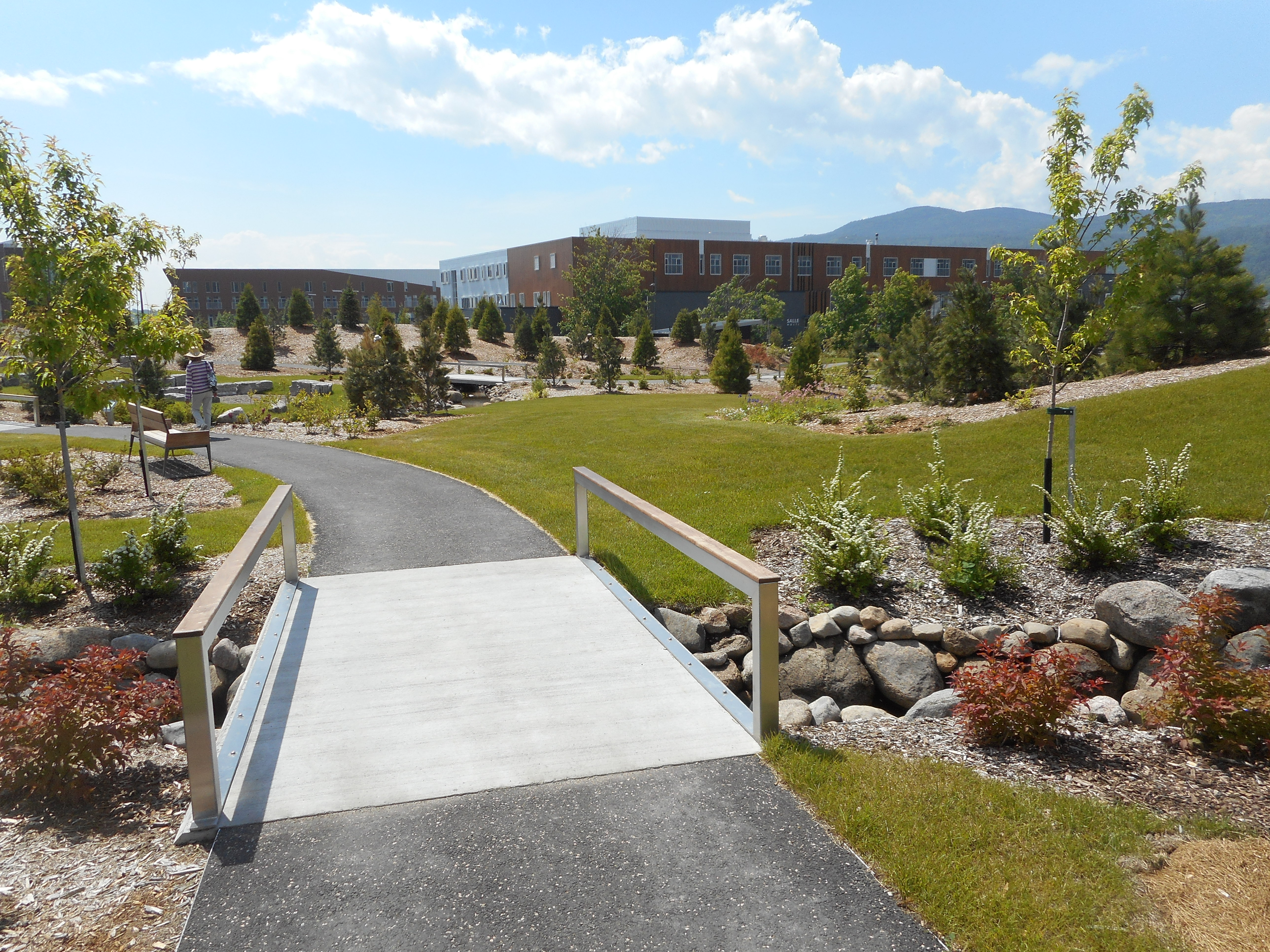
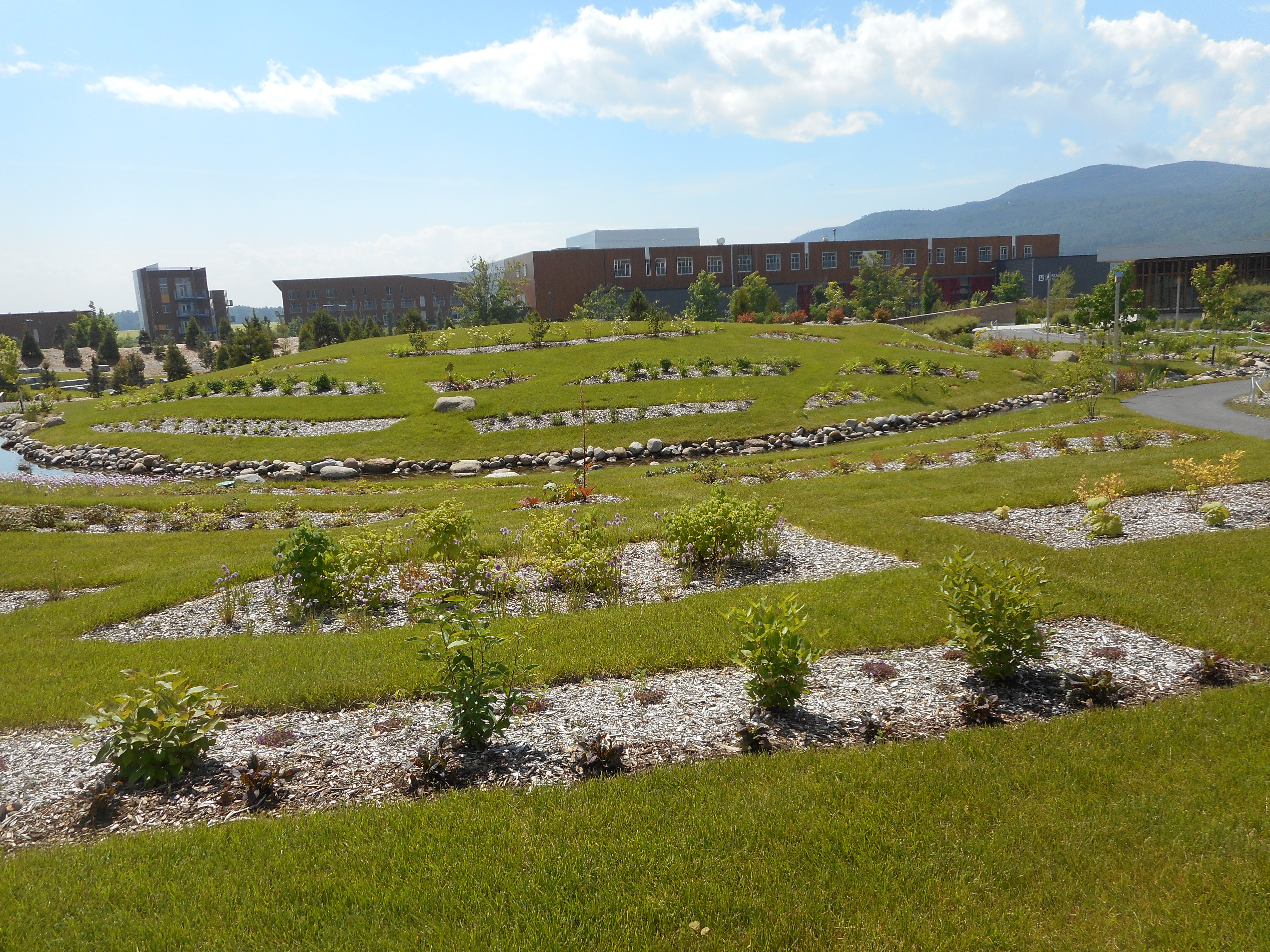
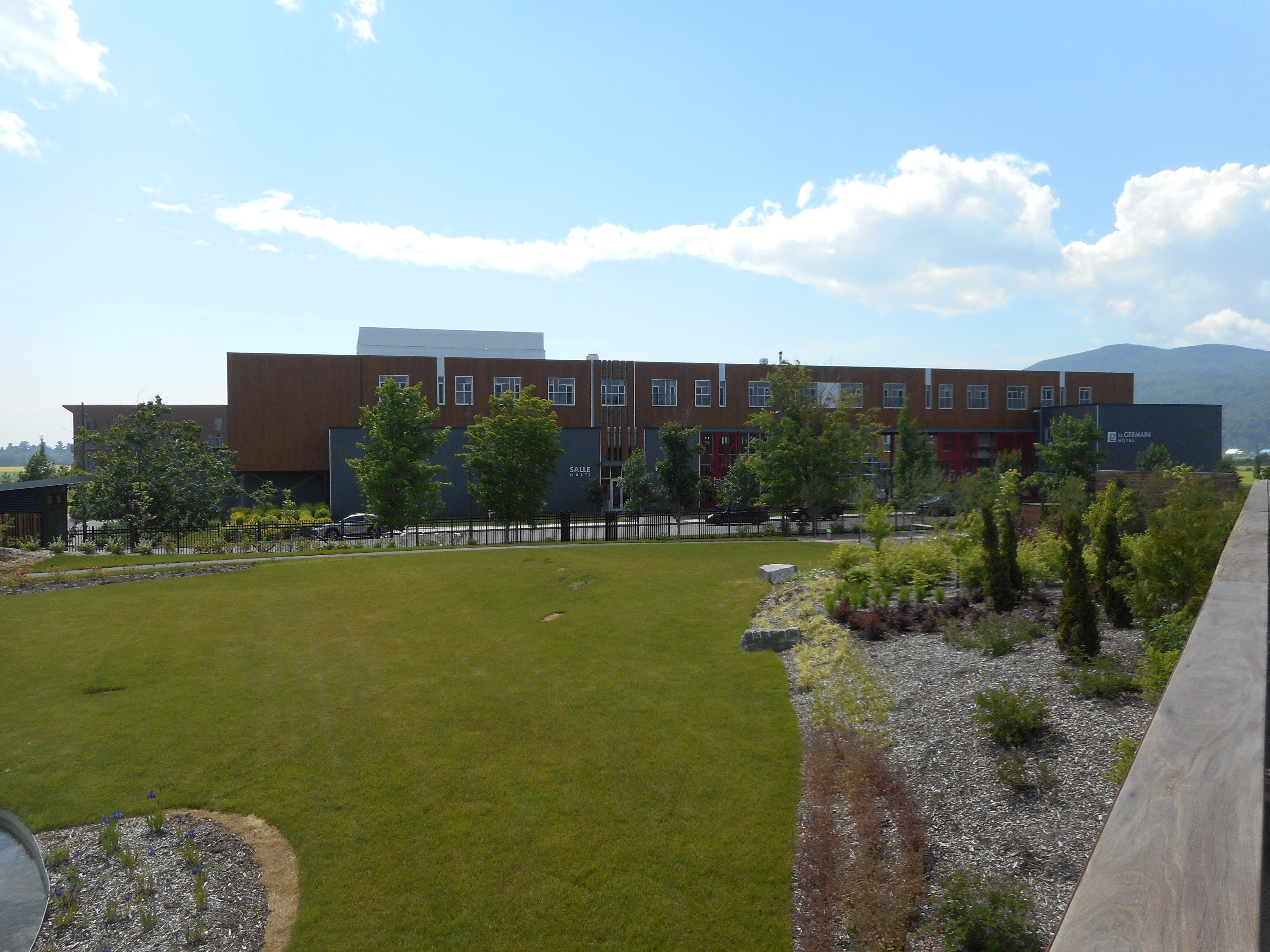
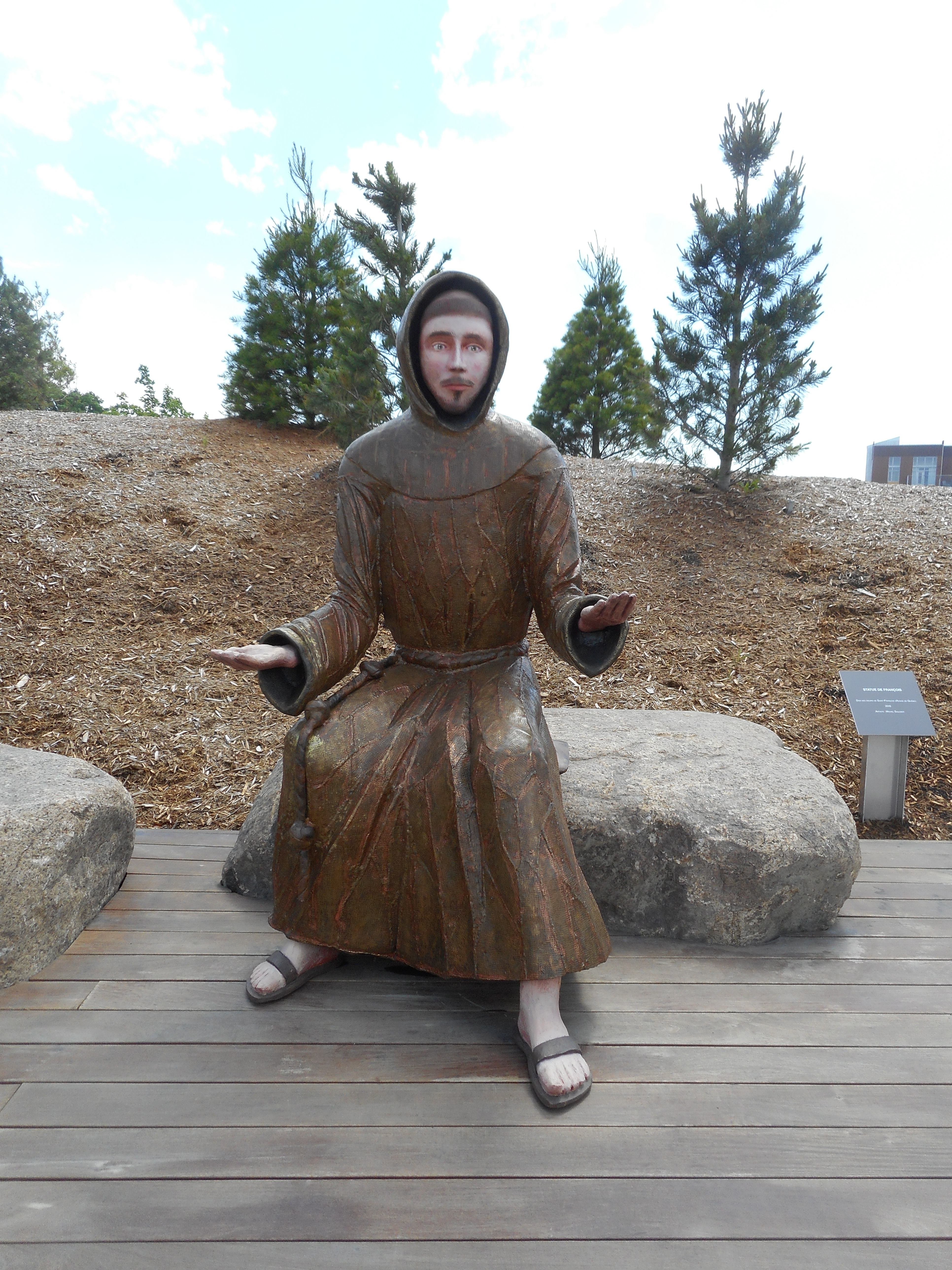
Statue de saint François d'Assise dans le jardin

## Maison Mère

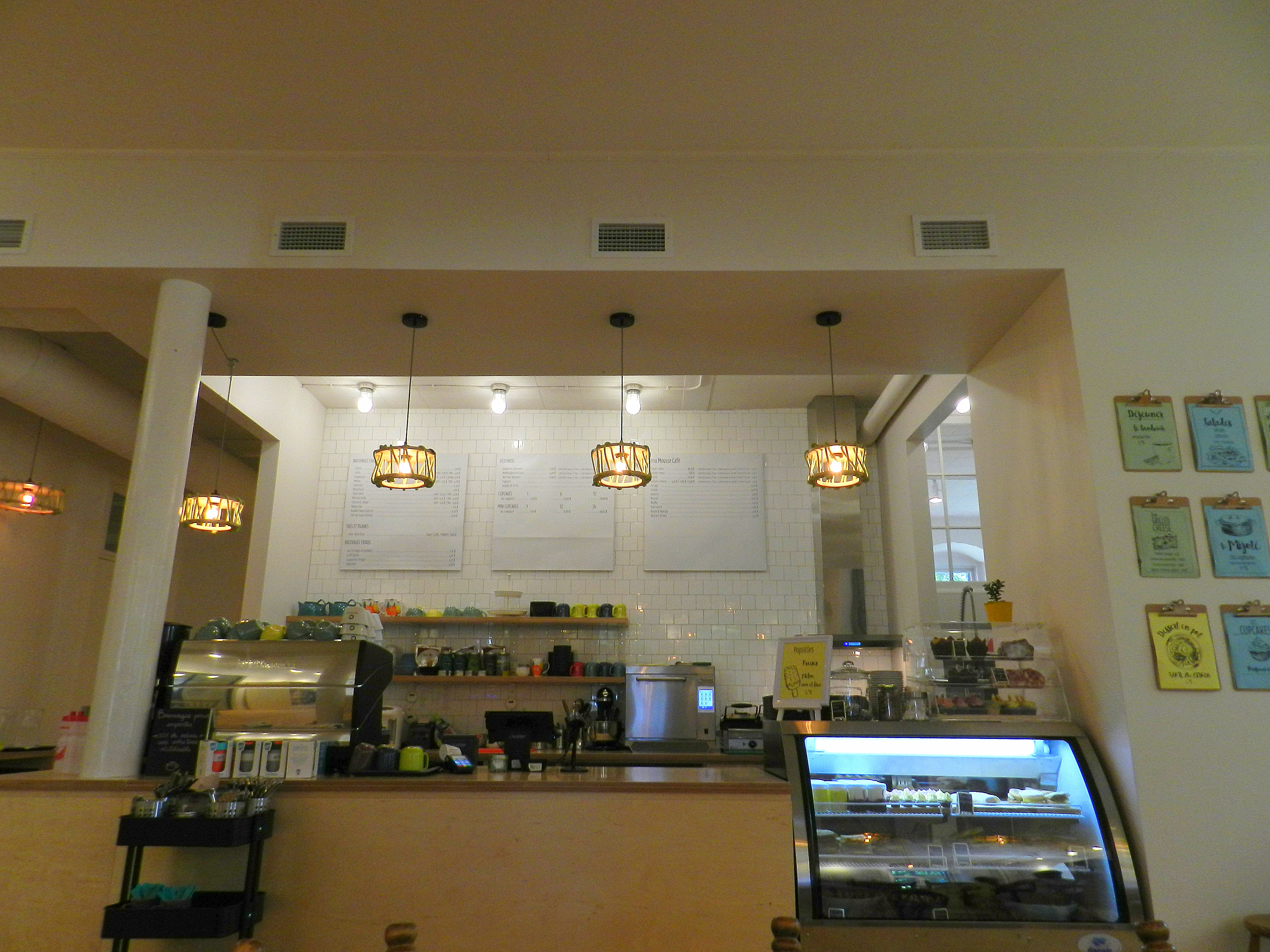
Le Café Mousse à l'intérieur du couvent

La congrégation quitte le couvent à l'automne 2016. La ville de Baie-Saint-Paul confie alors le couvent à un organisme à but non lucratif, Maison Mère, pour maintenir l'activité dans les lieux autour de six thèmes, l'agroalimentaire, l'art et la culture, l'enseignement, l'entrepreneuriat, l'hébergement et le développement durable. Une collaboration avec les Ateliers Pierre Thibault a déjà permis l'inauguration du Café Mousse en 2017.

## Source
- Sylvain Desmeules, Les Petites Franciscaines de Marie, Québec, Les Éditions GID, 2012, 395 p. (ISBN 978-2-89634-138-2)